# Kazimierz Niedźwiedzki (major)
Kazimierz Niedźwiedzki, ps. „Wilk” (ur. 5 lutego 1898 w Wilnie, zm. 18 sierpnia 1940 w Sutton Bridge) – major pilot Polskich Sił Powietrznych w Wielkiej Brytanii.

## Życiorys
Urodził się 5 lutego 1898 w Wilnie.
Służył w 13 pułku ułanów w Nowej Wilejce. 3 maja 1922 został zweryfikowany w stopniu podporucznika ze starszeństwem od 1 czerwca 1919 i 64. lokatą w korpusie oficerów jazdy (od 1924 – kawalerii), a 12 lutego 1923 prezydent RP awansował go z dniem 1 stycznia 1923 na porucznika ze starszeństwem z 1 września 1921 i 3. lokatą w korpusie oficerów jazdy. W listopadzie 1924 został przydzielony z macierzystego pułku do szwadronu pionierów przy 3 Samodzielnej Brygadzie Kawalerii w Wilnie. Z dniem 12 kwietnia 1926 został przeniesiony służbowo na siedmiomiesięczny kurs aplikacyjny lotnictwa przy 11 pułku lotnictwa myśliwskiego w Lidzie. W grudniu 1926, po ukończeniu kursu aplikacyjnego, został przydzielony do 11 pułku myśliwskiego na sześciomiesięczną praktykę. W czerwcu 1927 został przeniesiony z korpusu oficerów kawalerii (13 puł.) do korpusu oficerów lotnictwa (11 pmyśl.). Z dniem 14 lipca 1928, „w związku z reorganizacją 11 i 2 pułków lotniczych”, został przeniesiony do 2 pułku lotniczego w Krakowie. 3 października 1931 objął dowództwo 121 eskadry myśliwskiej. 22 grudnia 1931 prezydent RP nadał mu z dniem 1 stycznia 1932 stopień kapitana w korpusie oficerów aeronautycznych i 13. lokatą. Jesienią 1936 został wyznaczony na stanowisko dowódcy III dywizjonu myśliwskiego. Na stopień majora awansował ze starszeństwem z 19 marca 1938 i 14. lokatą w korpusie oficerów lotnictwa, grupa liniowa. W marcu 1939 pełnił służbę na stanowisku dowódcy samodzielnego dywizjonu doświadczalnego w Warszawie.
We wrześniu 1939 wyznaczony na dowódcę zespołu, który udał się do Rumunii w celu odbioru spodziewanych dostaw samolotów myśliwskich z Francji i Wielkiej Brytanii. Po fiasku tego planu przedostał się do Francji i Wielkiej Brytanii. Latem 1940 odbywał przeszkolenie w angielskiej 6 Jednostce Szkolenia Operacyjnego w Sutton Bridge. 18 sierpnia 1940 zginął śmiercią lotnika. Został pochowany na miejscowym cmentarzu.

## Ordery i odznaczenia
- Krzyż Walecznych trzykrotnie[25][18][21]
- Srebrny Krzyż Zasługi[26][21]
- Medal Lotniczy[27]

7 października 1935 i 30 maja 1938 Komitet Krzyża i Medalu Niepodległości odrzucił wniosek o nadanie mu tego odznaczenia „z powodu braku pracy niepodległościowej”.